# Minas e Armadilhas
Minas e Armadilhas foi um programa português de apanhados apresentado por Júlio César, sendo transmitido na SIC. Ao longo das quatro temporadas entre 1993 e 1996, teve várias parcerias à assisti-lo na condução do programa, começando pela célebre drag queen Belle Dominique e passando pela modelo e actriz soft-porn francesa Marlène Mourreau e pela patinadora Andreia Teixeira. Na assistência do programa era comum estarem presentes várias colectividades, como tunas académicas, ranchos folclóricos e bandas filarmónicas.
O programa captava as reacções dos portugueses ao serem surpreendidos em algumas situações cómicas, caricatas ou inesperadas na rua  e tinha ainda uma vertente de concurso, onde dois dos apanhados jogavam um jogo de memória de pares para ganharem prémios monetários.
Entre 2002 e 2004, voltaria a ser exibido na SIC Sempre Gold.

## Elenco
- Carla Andrino
- Guilherme Leite
- Amadeu Carronho
- Ildaberto Beirão
- Orlando Baptista
- Óscar Branco
- Domingos Machado
- Andreia Teixeira
- Marta Pereira
- Marlène Mourreau
- Gabriel Leite
- Miguel Ribeiro